# 林孝发
林孝发（1973年3月—），男，汉族，福建南安人，中华人民共和国政治人物。现任九牧集团有限公司党委书记、董事长。第十四届全国政协委员。